# Kalendarium powstania warszawskiego – 22 września

## 22 września, piątek
Lotnictwo i artyleria sowiecka ostrzeliwuje punkty obsadzone przez Niemców: Dworzec Gdański, Cytadelę, lotnisko na Bielanach.
Niezłomna obrona brzegu Wisły w rejonie Solca przez m.in. żołnierzy oddziału batalionu „Zośka” dowodzonego przez kpt. Ryszarda Białousa, przenoszenie rannych celem przeprawy, zgromadzenie ludności cywilnej. Całkowita ewakuacja nie udaje się, przetransportowano łodziami 94 osoby, niektórzy przepłynęli samodzielnie.
Sowieci organizują nad Warszawą zrzuty żywności, które jednak nie mają większego znaczenia dla pomocy potrzebującym.
Z meldunku sztabu 1. Frontu Białoruskiego:
Z północnym (żoliborskim) rejonem utrzymywana jest stała łączność radiowa za pośrednictwem 2. polskiej dywizji piechoty. Zgodnie z żądaniami powstańców artyleria 2. polskiej dywizji piechoty prowadziła w ciągu dnia ogień przeciwko stanowiskom nieprzyjaciela.
Upada powstańcza reduta „Magnet” na ul. Belwederskiej.
Najprawdopodobniej tego dnia, podczas ewakuacji na prawy brzeg Wisły, ginie kpt. Cezary Nowodworski.
Z relacji Andrzeja Wolskiego ps. „Jur”:

Podczas jednego ze szturmów niemieckich ginie „Jerzyk”' (Jerzy Weil).  Jesteśmy śmiertelnie zmęczeni. Podzieliliśmy służbę na trzech. Walka trwa całą dobę. Trzeba czuwać cały czas. Nasz cudowny maxim ratuje nas w czasie nocnych ataków. Jego długie serie nie pozwalają zbliżyć się atakującym. Załoga cekaemu z troską spogląda na szybko malejący zapas pocisków.
Stefan Jędrychowski i Stefan Wierbłowski na rozkaz Mołotowa opracowują Tezy dla propagandy o powstaniu warszawskim. Zostają mu doręczone już 25 września. Stwierdzono w nich między innymi, że:
Gwardia Ludowa, a następnie Armia Ludowa były jedynymi organizacjami, które walczyły z Niemcami, a powstanie warszawskie nie było wywołane koniecznością wojenną, lecz w interesie „reakcyjnych elementów”.
Rokossowski wydaje rozkaz o przejściu do defensywy. Polacy odbierają sowieckie zrzuty żywności, które jednak nie rozwiązują problemu żywnościowego.